# Australasian Championships 1908 - Doppio maschile
Fred Alexander e Alfred Dunlop hanno battuto in finale Granville Sharp e Tony Wilding per 6–3, 6–2, 6–1.

## Tabellone

### Legenda
| - Q = Qualificato - WC = Wild card - LL = Lucky loser | - ALT = Alternate - SE = Special Exempt - PR = Protected Ranking | - w/o = Walkover - r = Ritirato - d = Squalificato |

### Fase finale
|  | Quarti di finale               | Quarti di finale               | Quarti di finale               | Quarti di finale           | Quarti di finale           | Quarti di finale           | Quarti di finale |  |  | Semifinali                   | Semifinali                   | Semifinali                   | Semifinali                   | Semifinali                   | Semifinali                   | Semifinali |   |   | Finale                       | Finale                       | Finale                       | Finale                       | Finale | Finale | Finale |  |
|  |                                |                                |                                |                            |                            |                            |                  |  |  |                              |                              |                              |                              |                              |                              |            |   |   |                              |                              |                              |                              |        |        |        |  |
|  |                                |                                |                                |                            |                            |                            |                  |  |  | Fred Alexander Alfred Dunlop | Fred Alexander Alfred Dunlop | Fred Alexander Alfred Dunlop | Fred Alexander Alfred Dunlop | 6                            | 6                            | 16         |   |   |                              |                              |                              |                              |        |        |        |  |
|  | Stanley Doust S. Jones         | Stanley Doust S. Jones         | Stanley Doust S. Jones         | 6                          | 4                          | 8                          | 8                |  |  | Stanley Doust S. Jones       | Stanley Doust S. Jones       | Stanley Doust S. Jones       | Stanley Doust S. Jones       | 1                            | 4                            | 14         |   |   |                              |                              |                              |                              |        |        |        |  |
|  | F. Cupples Henry Marsh         | F. Cupples Henry Marsh         | F. Cupples Henry Marsh         | 0                          | 6                          | 6                          | 6                |  |  |                              |                              |                              |                              |                              |                              |            |   |   | Fred Alexander Alfred Dunlop | Fred Alexander Alfred Dunlop | Fred Alexander Alfred Dunlop | Fred Alexander Alfred Dunlop | 6      | 6      | 6      |  |
|  | Tony Wilding Granville Sharp   | Tony Wilding Granville Sharp   | Tony Wilding Granville Sharp   | 6                          | 6                          | 4                          | 6                |  |  |                              |                              | Tony Wilding Granville Sharp | Tony Wilding Granville Sharp | Tony Wilding Granville Sharp | Tony Wilding Granville Sharp | 3          | 2 | 1 |                              |                              |                              |                              |        |        |        |  |
|  | Francis Fisher Ashley Campbell | Francis Fisher Ashley Campbell | Francis Fisher Ashley Campbell | 3                          | 4                          | 6                          | 1                |  |  | Tony Wilding Granville Sharp | Tony Wilding Granville Sharp | Tony Wilding Granville Sharp | Tony Wilding Granville Sharp | 6                            | 6                            | 10         |   |   |                              |                              |                              |                              |        |        |        |  |
|  | Harry Parker William Gregg     | Harry Parker William Gregg     | Harry Parker William Gregg     | Harry Parker William Gregg | Harry Parker William Gregg | Harry Parker William Gregg | w/o              |  |  | Harry Parker William Gregg   | Harry Parker William Gregg   | Harry Parker William Gregg   | Harry Parker William Gregg   | 4                            | 3                            | 8          |   |   |                              |                              |                              |                              |        |        |        |  |
|  | Horace Rice Eric Pockley       |                                |                                |                            |                            |                            |                  |  |  |                              |                              |                              |                              |                              |                              |            |   |   |                              |                              |                              |                              |        |        |        |  |